# Epibryon intercapillare
Epibryon intercapillare är en svampart som beskrevs av Döbbeler 1979. Epibryon intercapillare ingår i släktet Epibryon och familjen Pseudoperisporiaceae.   Inga underarter finns listade i Catalogue of Life.